# All Star Pro-Wrestling
All Star Pro-Wrestling (オールスター・プロレスリング) est un jeu vidéo de catch développé et édité par Square, sorti en 2000 sur PlayStation 2.

## Accueil
- GameSpot : 4/10[1]